# Batalha de Vélica
Batalha de Vélica (em latim: Vellica) foi uma batalha das Guerras Cantábricas, travada em 25 a.C. pelo imperador romano Augusto e suas legiões contra os cântabros que habitavam a região. A localização mais aceita desta batalha é a região à volta do monte Cildá, em Olleros de Pisuerga, na província de Palência.

## Localização
Cildá era habitada pelos cântabros desde o século I a.C. Ptolemeu menciona "Vellika" em primeiro lugar na lista das cidades cantábricas.
Alguns autores, como Adolf Schulten, Miguel Ángel García Guinea e Iglesias Gil, situaram a batalha e a cidade de Vélica na região do monte Cildá. De acordo com Joaquín González Echegaray, a cidade corresponde às fortificações construídas no monte, onde uma inscrição foi encontrada citada o clã vellicum), e que deve ter sido tomada pelos romanos pelo sul, logo depois da tomada de Amaya, mas antes de Monte Bernorio.
Eles também supõem que Vélica e Bergida são referências à mesma cidade em crônicas diferentes. Outra crença amplamente aceita é que a cidade pode ter se situado na planície vizinha de Mave e que o forte na colina seria apenas uma posição defensiva avançada.

## Batalha
No século I a.C., o Império Romano começou sua investida final contra os territórios na época dominados pelos cântabros e ástures, dando início às Guerras Cantábricas. Os romanos eram liderados pessoalmente pelo imperador Augusto.
Segundo as crônicas de Floro e Paulo Orósio, uma importante batalha ocorreu em Vélica entre os romanos, liderados por Augusto, e os cântabros, que culminou na conquista da cidade entre 25−6 a.C.. É provável que esta crônica esteja se referindo à planície à volta de Mave. Ao contrário dos confrontos anteriores, os cântabros preferiram enfrentar os romanos em campo aberto, provavelmente por que não tinham mais suprimentos suficientes para defender a fortaleza elevada.
A batalha foi vencida de forma decisiva pela poderosa Legio IV Macedonica, que estava acampada em Segisama Júlia (Sasamón), antes do assalto final ao Castro de Monte Bernorio. É provável que a Legio IX Hispana tenha participado da batalha. A cidade foi completamente destruída depois da conquista romana.